# Pal (joc)

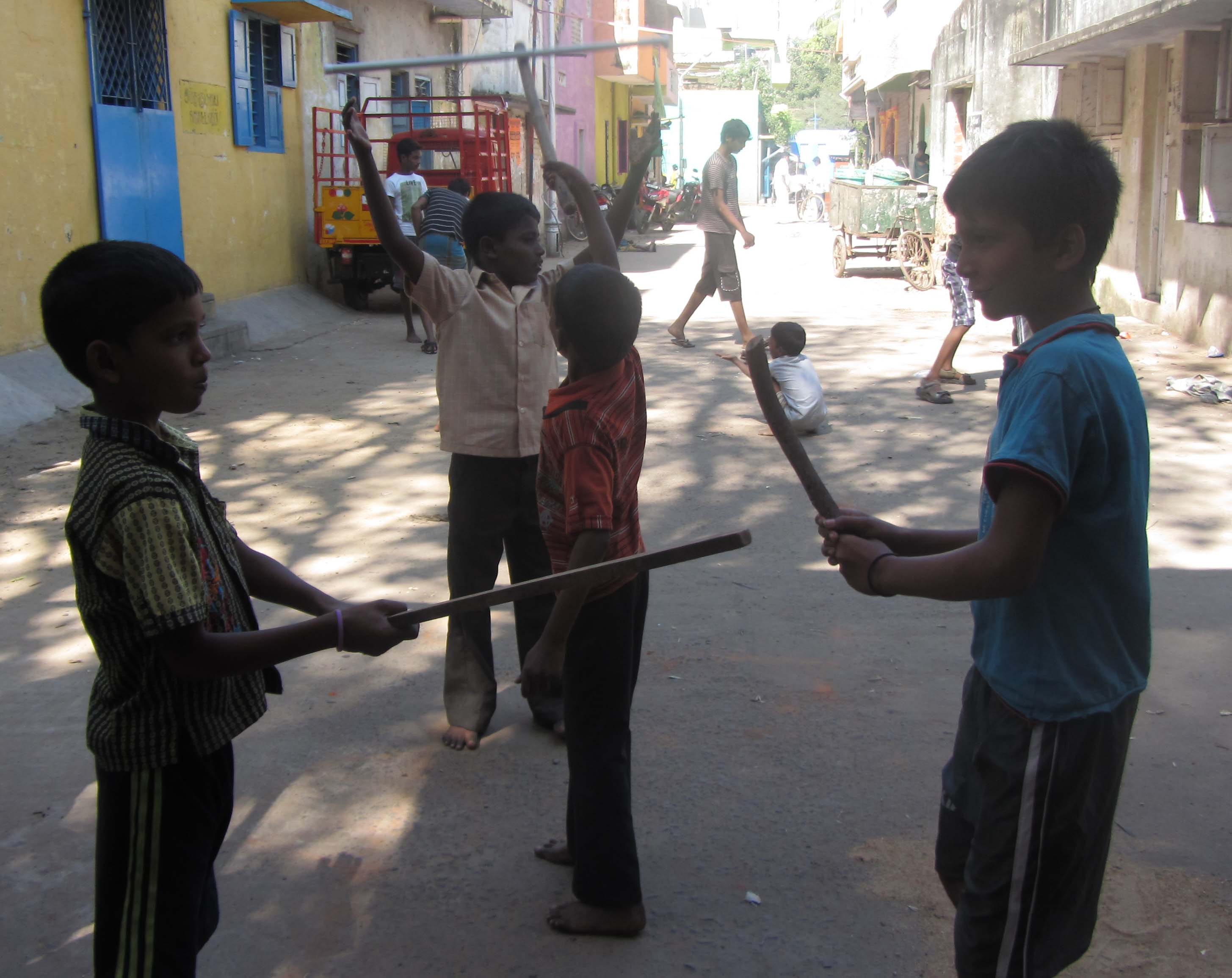
Nens interpretant una batalla d'espases

El pal és un dels estris de joc més bàsics i antics. És un objecte molt fàcil d'aconseguir, perquè s'obté principalment de branques d'arbre. El pal més simple és un instrument tan versàtil que esdevé una eina per a la imaginació, ideal per al joc simbòlic o com a estri bàsic per construir joguines artesanals senzilles.
El joc de llençar el pal i que el gos el reculli és un dels jocs interespècie més antics. Els ocells també utilitzen els pals per jugar. En el cas dels humans, els pals són emprats en múltiples disciplines esportives per a diferents usos. En alguns casos, aquests són modificats en major o menor mesura per adaptar-los a la pràctica esportiva. Aquesta modificació va des de transformar-lo lleugerament per convertir-lo en un bat de beisbol fins a modificacions més importants com la massa de croquet o el pal de golf.
Els nens utilitzen els pals per imitar joguines ja existents al món. Hi ha nens que juguen posant-se un pal entre les cames imaginant que munten sobre un cavall o corren sobre una escombra voladora. En la cultura popular, els mags utilitzen pals a manera de vareta per conjurar les forces de la natura, sovint acompanyades d'unes paraules màgiques o d'un moviment lleuger.
Un dels jocs bàsics amb pals al llarg de les centúries és utilitzar el pal brandat a manera d'espases i amb elles es representen batalles de corsaris o batalles de cavallers per l'amor d'una dama. En les darreres dècades, els pals s'han adaptat i combinat amb les noves tecnologies i a la ciència-ficció. En la saga de pel·lícules La guerra de les galàxies del director George Lucas els pals evolucionen en espases làser brandades per jedis.
Els pals com a joc també s'utilitzen en el camp de la música. Els pals es transformen en baquetes i permeten a les persones desenvolupar el seu sentit del ritme i potenciar la seva capacitat musical en utilitzar-se com a instrument primitiu de percussió.